# 佳能PowerShot A590 IS

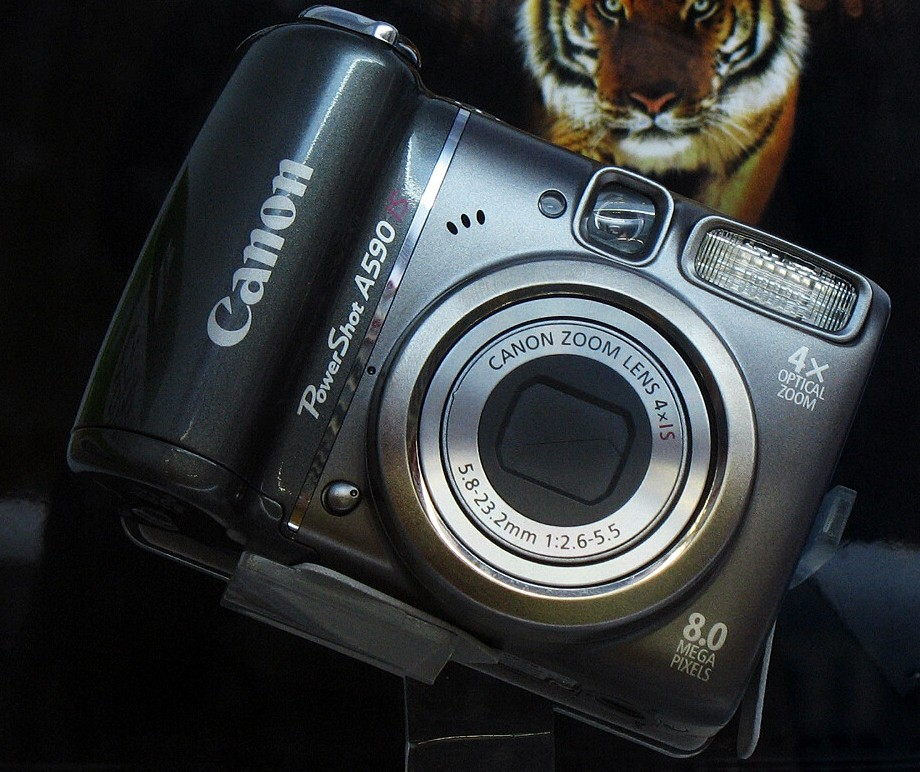
货架上的一台Canon PowerShot A590 IS

佳能 PowerShot A590 IS是一款佳能数码相机，于2008年1月推出。
PowerShot A590 IS为之前的A570 IS的升级版，保留了A570 IS的所有特性，在像素上做了提升，同时外壳颜色由一贯的银灰色改为较为高级的黑色。

## 主要参数
- 800万 有效象素
- 4倍光学变焦，等效35mm～140mm
- 1/2.5 英寸 CCD
- 2.5寸TFT液晶屏，分辨率11.5万象素
- 快门：15～1/2000秒
- ISO：80/100/200/400/800/1600
- 面部优先／9点智能AiAF／中央单点
- 有声短片记录（Motion JPEG编码与单声道音频）
- 使用SDHC卡／SD卡／MMC卡作为存储介质
- 使用DIGIC III数字处理芯片
- 使用2节AA电池
- Exif 2.2
- 不带电池175克